# Tendon (receta)

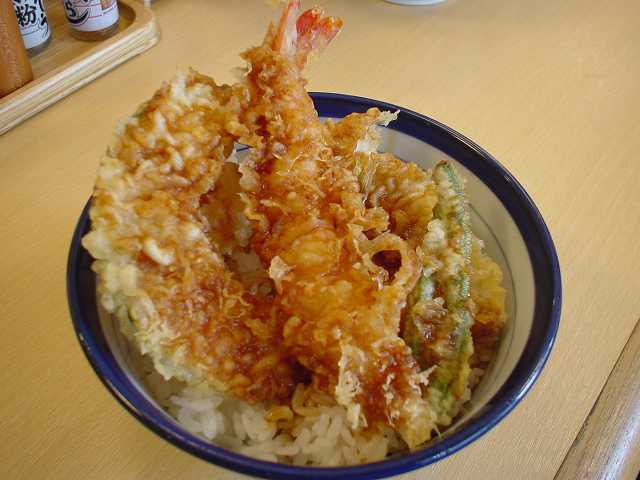
Tendon.

El tendon (天丼?) es un plato típico de la cocina japonesa que se prepara de forma parecida al katsudon, esto es, es un cuenco (o donburi, hecho con una base de arroz) con huevo y tempura de gamba o langostino.